# Lyrikpreis München

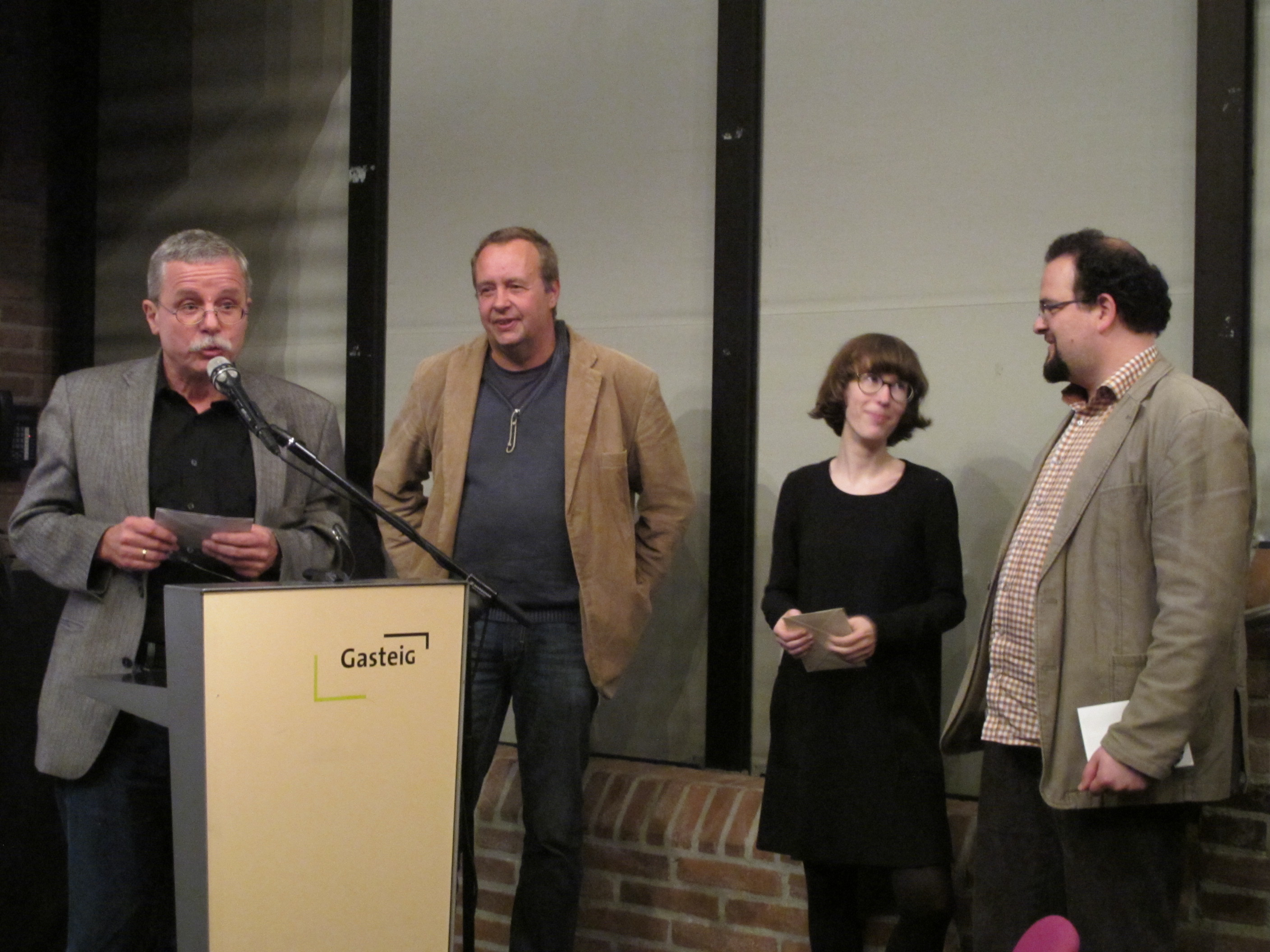
Preisverleihung 2014, v. l. n. r. Beppo Rohrhofer, Markus Hallinger, Kathrin Bach und Konstantin Ames

Der Lyrikpreis München ist ein offener Literaturwettbewerb für deutschsprachige Lyrik. Seit 2021 wird er im dreijährigen Turnus vom Verein Lyrikpreis München zusammen mit dem Aphaia Verlag und dem Signaturen Magazin vergeben und ist mit 15.000 Euro dotiert. Ausrichter war in den ersten Jahren das Münchner Literaturbüro. 2015 wurde ein eigener Trägerverein gegründet, der Lyrikpreis München e.V., der seitdem als Ausrichter des Preises fungiert. Von 2010 bis 2018 fand der Lyrikpreis München jährlich statt und war mit 1.000 Euro dotiert, hinzu kamen wechselnd Förderpreise für die Zweit- und Drittplatzierten.
Der Lyrikpreis München wurde zweistufig ausgetragen. Eine Vorjury wählte aus den Einsendungen sechs bis acht Bewerber für die in der Regel drei Vorauswahlabende aus, die als öffentliche Lesungen stattfanden. Eine unabhängige Jury aus Literaturwissenschaftlern und Lyrikern nominierte die Finalisten, die zur ebenfalls öffentlichen Abschlusslesung im Vortragssaal der Bibliothek im Münchner Gasteig eingeladen wurden. Hier bestimmte eine erweiterte Jury die Preisträger. 2015 wurde der Preis ausnahmsweise ohne Vorrunden ausgetragen, die Vorjury wählte die Teilnehmer für das Finale direkt aus.
Der zweifache Wechsel der Jury von Vorjury zu erster Lesung zur Abschlusslesung wurde von einigen Autoren kritisch diskutiert. Gleichzeitig wurde aber der Preis auch als unabhängig und engagiert geschätzt.
2024 wurde erstmals auch ein Sonderpreis für „Junge Lyrik“ für Autoren unter 25 Jahren vergeben. Die Preissumme von 1500 Euro ging in diesem Jahr zu gleichen Teilen an Annabelle Benz, Laszlo von Borries und Paula Schloter.

## Preisträger
- 2010 Lisa Elsässer und Carl-Christian Elze
- 2011 Sandra Trojan, lobende Erwähnung für Sascha Kokot
- 2012 Anne-Marie Kenessey (2. Preis: Jürgen Flenker, 3. Preis: Jörg Neugebauer)
- 2013 Birgit Kreipe (2. Preis: Kerstin Becker und Odile Kennel)[8]
- 2014 Markus Hallinger (2. Preis: Konstantin Ames und Kathrin Bach)[9]
- 2015 Ron Winkler (2. Preis: Dominik Dombrowski)
- 2016 Christian Schloyer (2. Preis: Arnold Maxwill)
- 2017 David Krause und Saskia Warzecha
- 2018 Martina Hefter (2. Preis: Yevgeniy Breyger)
- 2021 Ruth Johanna Benrath und Yevgeniy Breyger
- 2024 Steffen Popp[10]

## Jury
| Jahr | Finale | Vorrunden | Vorjury                                                          |
| ---- | --- | --- | ---------------------------------------------------------------- |
| 2010 | Rolf Grimminger, Andrea Heuser, Antonio Pellegrino, Roman Ritter, Ulrich Schäfer-Newiger, Tom Schulz, Wolfgang Weinkauf | Rolf Grimminger, Stein Vaaler, Wolfgang Weinkauf, Andrea Heuser, Roman Ritter, Ulrich Schäfer-Newiger, Tom Schulz                      | Hans-Karl Fischer, Kristian E. Kühn, Stein Vaaler                |
| 2011 | Rolf Grimminger, Antonio Pellegrino, Christian Lux, Eva-Maria Fischer                                                   | Frieder von Ammon, Prof. Dr. Rolf Grimminger, Antonio Pellegrino, Eva-Elisabeth Fischer, Sabine Zaplin, Ludwig Steinherr, Stein Vaaler | Hans-Karl Fischer, Kristian E. Kühn, Ulrich Schäfer-Newiger      |
| 2012 | Wolfram Malte Fues, Rolf Grimminger, Andreas Heidtmann, Bettina Hohoff, Ludwig Steinherr                                | Rolf Grimminger, Bettina Hohoff, Ulrich Schäfer-Newiger, Ludwig Steinherr, Eva-Elisabeth Fischer, Antonio Pellegrino                   | Hans-Karl Fischer, Kristian E. Kühn, Ulrich Schäfer-Newiger      |
| 2013 | Marco Beckendorf, Carl-Christian Elze, Wolfram Malte Fues, Andreas Heidtmann, Àxel Sanjosé, Florian Voß                 | Carolin Callies, Bettina Hohoff, Àxel Sanjosé, Ulrich Schäfer-Newiger, Carl-Christian Elze, Florian Voß, Jan Kuhlbrodt, Tom Schulz     | Kristian E. Kühn, Ulrich Schäfer-Newiger, Christel Steigenberger |
| 2014 | Wolfram Malte Fues, Andreas Heidtmann, Àxel Sanjosé, Katharina Schultens, Birgit Kreipe                                 | Àxel Sanjosé, Katharina Schultens, Birgit Kreipe, Jan Kuhlbrodt, Hendrik Jackson                                                       | Kristian E. Kühn, Ulrich Schäfer-Newiger, Christel Steigenberger |
| 2015 | Wolfram Malte Fues, Andreas Heidtmann, Àxel Sanjosé, Andrea Heuser, Hendrik Jackson, Daniela Seel                       | | Kristian E. Kühn, Ulrich Schäfer-Newiger, Christel Steigenberger |
| 2016 | Konstantin Ames, Birgit Kreipe, Anja Utler                                                                              | | Kristian E. Kühn, Ulrich Schäfer-Newiger, Christel Steigenberger |
| 2017 | Birgit Kreipe, Swantje Lichtenstein, José F. A. Oliver                                                                  | | Markus Hallinger, Àxel Sanjosé, Johanna Schumm                   |